# Paphiopedilum fairrieanum
Paphiopedilum fairrieanum là một loài thuộc Chi Lan hài, Họ Lan. Đây là một loài thực vật mọc ở Đông Himalya đến Assam.

## Hình ảnh

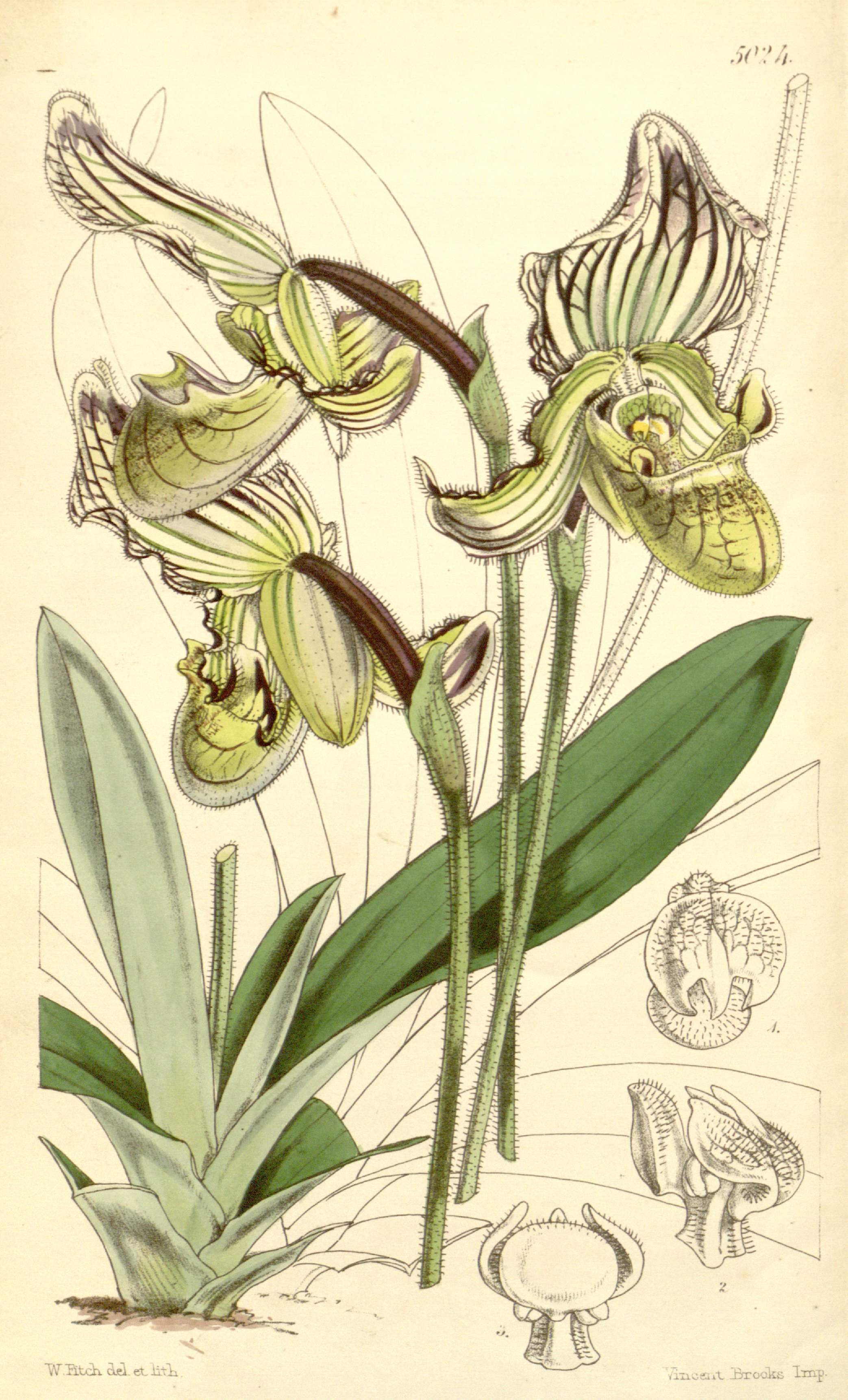
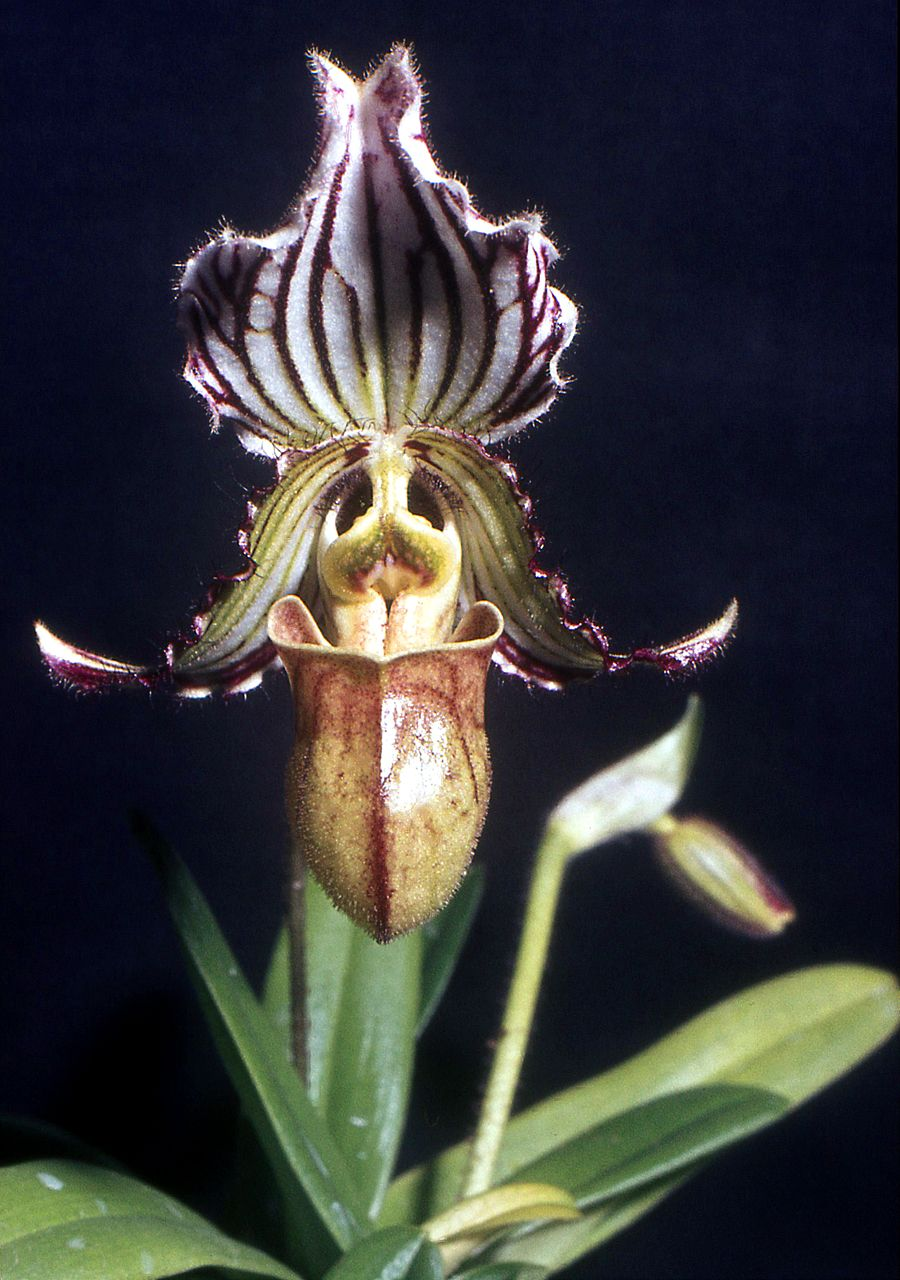
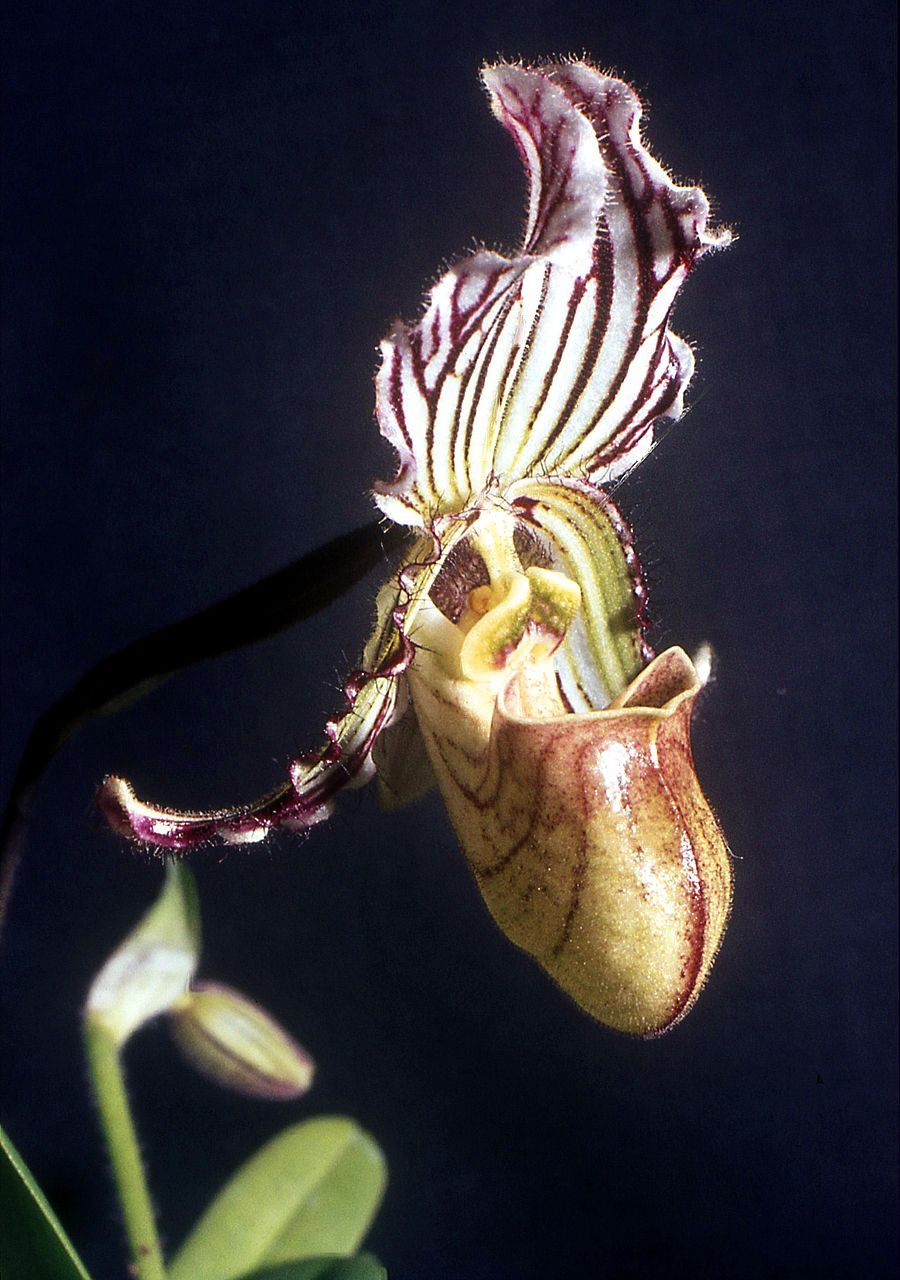
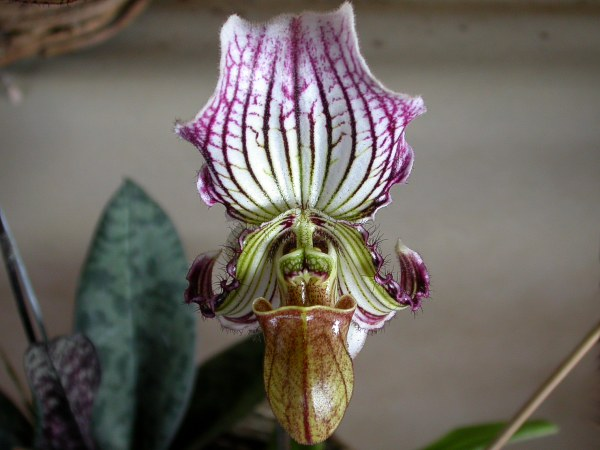

- Tư liệu liên quan tới Paphiopedilum fairrieanum tại Wikimedia Commons
- Dữ liệu liên quan tới Paphiopedilum fairrieanum tại Wikispecies